# Yaqub Eduardo Aguirre Oestmann
Jakub (imię świeckie Eduardo Aguirre Oestmann) – duchowny Syryjskiego Kościoła Ortodoksyjnego, od 2013 biskup Ameryki Środkowej.

## Życiorys
Święcenia kapłańskie przyjął w 1974 jako ksiądz katolicki. Sakrę biskupią otrzymał 27 października 2007 w lokalnym Kościele starokatolickim. W 2012 konwertował do Syryjskiego Kościoła Ortodoksyjnego. Jego sakra (dokonana przez biskupa z katolickiej linii sukcesji) została uznana przez Kościół syryjski. 6 marca 2013 został intronizowany jako biskup Gwatemali przez patriarchę Ignacego Zakkę I Iwasa przyjmując imię Jakub na cześć Jakuba Baradeusza, jednego z ważniejszych syryjskoprawosławnych świętych.